# Campeonato Europeu de Hóquei em Patins Masculino de 2020
O Campeonato Europeu de Hóquei em Patins Masculino de 2020 é a 55ª edição do Campeonato Europeu de Hóquei em Patins, um torneio de seleções nacionais de Hóquei em Patins organizado pela World Skate Europe – Rink Hockey, disputado entre 18 e 25 de julho, em La Roche-sur-Yon, França.
Haverá dois grupos em que, numa primeira fase, as seleções realizam “mini-campeonatos”. O Grupo A contará com a campeã Espanha, França, Suíça, Inglaterra e Áustria, ao passo que o Grupo B terá o vice-campeão Portugal, Itália, Alemanha, Andorra e Bélgica.

## Equipas
As dez seleções inscritas no torneio:
| País       | Participações | Última Participação | Melhores Resultados |
| ---------- | ------------- | ------------------- | --- |
| Alemanha   | 50ª           | 2018                | Vice-campeão (1932, 1934) |
| Andorra    | 5ª            | 2018                | 6º Lugar (2018) |
| Áustria    | 9ª            | 2018                | 8º Lugar (2010, 2016 ) |
| Bélgica    | 40ª           | 2018                | Vice-campeão (1947) |
| Espanha    | 41ª           | 2018                | Campeão (1951, 1954, 1955, 1957, 1969, 1979, 1981, 1983, 1985, 2000, 2002, 2004, 2006, 2008, 2010, 2012, 2018)                          |
| França     | 53ª           | 2018                | Vice-campeão (1926, 1927, 1928, 1930, 1931)                                                                                             |
| Inglaterra | 53ª           | 2018                | Campeão (1926, 1927, 1928, 1929, 1930, 1931, 1932, 1934, 1936, 1937, 1938, 1939)                                                        |
| Itália     | 52ª           | 2018                | Campeão (1953, 1990, 2014) |
| Portugal   | 49ª           | 2018                | Campeão (1947, 1948, 1949, 1950, 1952, 1956, 1959, 1961, 1963, 1965, 1967, 1971, 1973, 1975, 1977, 1987, 1992, 1994, 1996, 1998, 2016 ) |
| Suíça      | 54ª           | 2018                | Vice-campeão (1937, 2006) |

## Local
Todos os jogos do torneio foram jogados no Pavilhão Vendéspace, em La Roche Sur Le Yon, com capacidade para 1608 lugares.

## Fase Final

### Apuramento Campeão
|  | Semifinais | Semifinais |  |  | Final          | Final |  |
|  |            |            |  |  |                |       |  |
|  |            |            |  |  |                |       |  |
|  | 1º Grupo A |            |  |  |                |       |  |
|  | 2º Grupo B |            |  |  |                |       |  |
|  |            |            |  |  |                |       |  |
|  |            |            |  |  |                |       |  |
|  |            |            |  |  |                |       |  |
|  |            |            |  |  |                |       |  |
|  |            |            |  |  |                |       |  |
|  |            |            |  |  |                |       |  |
|  |            |            |  |  | Terceiro lugar |       |  |
|  |            |            |  |  |                |       |  |
|  | 2º Grupo A |            |  |  |                |       |  |
|  | 1º Grupo B |            |  |  |                |       |  |

## Classificação final
| Pos.                       | Seleção                    | Qualificação Mundial 2021 |
| -------------------------- | -------------------------- | ------------------------- |
| Final                      | Final                      | Campeonato do Mundo       |
| 1                          |                            | Campeonato do Mundo       |
| 2                          |                            | Campeonato do Mundo       |
| 3                          |                            | Campeonato do Mundo       |
| 4                          |                            | Campeonato do Mundo       |
| Decisão do 5º ao 8º lugar  | Decisão do 5º ao 8º lugar  | Taça Intercontinental     |
| 5                          |                            | Taça Intercontinental     |
| 6                          |                            | Taça Intercontinental     |
| 7                          |                            | Taça Intercontinental     |
| 8                          |                            | Taça Intercontinental     |
| Decisão do 9º ao 10º lugar | Decisão do 9º ao 10º lugar | Taça Challenger           |
| 9                          |                            | Taça Challenger           |
| 10                         |                            | Taça Challenger           |